# Гормональная терапия при трансгендерности
Гормональная терапия при трансгендерности, или гендерно-аффирмативная гормональная терапия (ГАГТ), — заместительная гормональная терапия (ЗГТ, иногда ГРТ, от англ. Hormone Replacement Therapy), использующаяся с целью изменения половых признаков трансгендерных людей в желаемую сторону. Осуществляется посредством приёма гормональных препаратов, относится к комплексу процедур по коррекции пола. Заместительная гормонотерапия у лиц с гендерным несоответствием обычно длится всю жизнь.
Трансгендерные люди ведут, в зависимости от предписанного при рождении пола, приём различных препаратов. Транс-женщины принимают эстрогены и антиандрогены; транс-мужчины — андрогены и, в зависимости от рекомендаций врача, антиэстрогены. Помимо бинарных трансгендерных людей существуют небинарные (трансфеминные и трансмаскулинные) люди, желающие пройти феминизирующую или маскулинизирующую терапию. Небинарные люди иногда используют микродозинг (дозировки ниже аналогичных дозировок у транс-женщин и транс-мужчин), чтобы добиться нужного эффекта.
Интерсекс-люди также в некоторых случаях принимают гормоны, как в соответствии с приписанным при рождении полом, так и для того чтобы приобрести желаемые половые признаки противоположного пола.

## Условия начала гормонотерапии и её доступность
Для официального начала гормональной терапии трансгендерный человек должен не только проконсультироваться с эндокринологом, но и получить подтверждение от психиатра, что действительно испытывает гендерное несоответствие. Часто врачи в российских государственных поликлиниках отказываются сопровождать пациентов по этическим причинам или по недостатку компетенций в вопросе трансгендерности, что усложняет доступ к медпомощи. Существует практика, согласно которой от пациента требуют год или два наблюдаться у врача-психиатра перед выдачей направления на гормонотерапию. Поэтому некоторые трансгендерные люди начинают ЗГТ не под руководством врача, а самостоятельно покупая себе препараты — легально или подпольно.
Согласно WPATH, критерии для гормональной терапии следующие:
- Постоянная, подробно задокументированная половая дисфория.
- Способность принимать полностью обоснованное решение и давать согласие на лечение.
- Достижение совершеннолетия, либо согласие родителей на медицинское вмешательство.
- Если присутствуют значительные медицинские проблемы или проблемы с психическим здоровьем, они должны быть под контролем.

## Разновидности гормональной терапии и её эффекты

### Гормональная терапия у подростков
Дети и подростки наряду со взрослыми могут испытывать гендерное несоответствие. Подросткам с гендерным несоответствием могут быть прописаны препараты, блокирующие пубертатные изменения, либо феминизирующая/маскулинизирующая гормональная терапия. Для начала гормональной терапии требуется согласие родителей, а во многих странах она недоступна и вовсе до наступления совершеннолетия.

### Феминизирующая гормональная терапия
Феминизирующая гормональная терапия применяется к транс-женщинам и трансфеминным личностям, и включает препараты для подавления выработки тестостерона (антиандрогены), эстрадиол и прогестерон. Для снижения выработки тестостерона зачастую используются спиронолактон, бикалутамид, медроксипрогестерона ацетат, ципротерона ацетат, агонисты гонадотропин-рилизинг гормона — ГнРГ (например, лейпрорелин) и гистрелин. После 6—8 недель терапии спиронолактоном, для дальнейшего подавления выработки тестостерона и стимулирования феминизации, начинают терапию эстрогенсодержащими препаратами. Также некоторые транс-женщины используют монотерапию исключительно эстроген-содержащими препаратами, однако такой вид терапии подходит не для всех, поскольку требует довольно высокую дозировку эстрадиола для подавления выработки тестостерона[страница не указана 240 дней].
| Воздействие                                       | Ожидаемое время начала                                        | Ожидаемое максимальное воздействие | Обратимость при прекращении гормонотерапии |
| ------------------------------------------------- | ------------------------------------------------------------- | ---------------------------------- | ------------------------------------------ |
| Перераспределение жира                            | 3-6 месяцев                                                   | 2-5 лет                            | Обратимо                                   |
| Сниженная мышечная масса/сила                     | 3-6 месяцев                                                   | 1-2 года                           | Обратимо                                   |
| Размягчение кожи/сниженная маслянистость          | 3-6 месяцев                                                   | неизвестно                         | Обратимо                                   |
| Пониженное либидо                                 | 1-3 месяцев                                                   | 1-2 лет                            | Обратимо                                   |
| Мужская сексуальная дисфункция                    | различно                                                      | различно                           | Обратимо                                   |
| Рост груди                                        | 3-6 месяцев                                                   | 2-3 лет                            | Необратимо                                 |
| Пониженный объём яичек                            | 3-6 месяцев                                                   | 2-3 лет                            | Индивидуально                              |
| Пониженная выработка спермы                       | различно                                                      | различно                           | Индивидуально                              |
| Утончение и замедленный рост волос на теле и лице | 6-12 месяцев                                                  | > 3 лет                            | Обратимо                                   |
| Мужское облысение                                 | Без возобновления роста, потеря прекращается через 1-3 месяца | 1-2 лет                            | Обратимо                                   |

Повышение голоса на феминизирующей гормональной терапии не происходит. Вместо этого транс-женщины и трансфеминные люди, если желают, используют упражнения для тренировки голоса.

### Маскулинизирующая гормональная терапия
Маскулинизирующая гормональная терапия применяется к транс-мужчинам и трансмаскулинным людям. При данном варианте терапии используются препараты с тестостероном, который подавляет менструальные циклы и уменьшает выработку эстрогена. Терапия включает приём тестостерона перорально, парентерально, имплантационно (подкожно) или трансдермально (через пластыри, кремы, гели). Наиболее часто назначаемыми методами являются внутримышечные и подкожные инъекции.
| Воздействие                     | Ожидаемое время начала                 | Ожидаемое максимальное воздействие | Обратимость при прекращении гормонотерапии |
| ------------------------------- | -------------------------------------- | ---------------------------------- | ------------------------------------------ |
| Маслянистость кожи/акне         | 1-6 месяцев                            | 1-2 года                           | Обратимо                                   |
| Рост волос на лице/теле         | 3-6 месяцев                            | 3-5 лет                            | Необратимо                                 |
| Потеря волос на голове          | Зависит от возраста и наследственности | различно                           | Необратимо                                 |
| Увеличенная мышечная масса/сила | 6-12 месяцев                           | 2-5 лет                            | Обратимо                                   |
| Перераспределение жира          | 3-6 месяцев                            | 2-5 лет                            | Обратимо                                   |
| Прекращение менструаций         | 2-6 месяцев                            | -                                  | Обратимо                                   |
| Увеличение клитора              | 3-6 месяцев                            | 1-2 года                           | Необратимо                                 |
| Атрофия влагалища               | 3-6 месяцев                            | 1-2 года                           | Обратимо                                   |
| Понижение голоса                | 3-12 месяцев                           | 1-2 года                           | Необратимо                                 |

## Риски гормональной терапии и факторы, требующие внимания
Перед началом гормонотерапии следует провести первичный анализ, чтобы проверить функции организма, которые затронет ЗГТ. Затем на протяжении первого года приёма препаратов следует наблюдать за изменениями в показателях, например, липидный профиль или общий уровень тестостерона. На втором году гормонотерапии и впоследствии уже не требуется такое пристальное внимание к анализам, однако всё равно рекомендуется проходить ежегодные проверки.
Гормональная терапия (в случае трансгендерных пациентов) подавляет фертильность. Если трансгендерный человек, собирающийся принимать гормоны «противоположного» пола, хочет иметь кровных детей, он может заморозить яйцеклетки или сперматозоиды. Существуют случаи, когда транс-мужчина после долгого приёма тестостерона сохраняет способность забеременеть и после прекращения гормонотерапии способен выносить ребёнка. Известным примером является Томас Бити, первый «беременный мужчина».
| Вероятный повышенный риск                                          | Венозная тромбоэмболическая болезнь Желчные камни Повышенный уровень ферментов печени Набор веса Гипертриглицеридемия |
| Вероятный повышенный риск с наличием дополнительных факторов риска | Сердечно-сосудистая болезнь                                                                                           |
| Возможный повышенный риск                                          | Гипертония Гиперпролактинемия или пролактинома                                                                        |
| Возможный повышенный риск с наличием дополнительных факторов риска | Диабет 2 типа |
| Нет повышенного риска или неопределенный                           | Рак молочной железы                                                                                                   |

| Вероятный повышенный риск                                          | Полицитемия Набор веса Акне Андрогенная плешивость (облысение) Синдром апноэ                                 |
| Возможный повышенный риск                                          | Повышенный уровень ферментов печени Гиперлипидемия                                                           |
| Возможный повышенный риск с наличием дополнительных факторов риска | Дестабилизация определённых психиатрических расстройств Сердечно-сосудистая болезнь Гипертония Диабет 2 типа |
| Нет повышенного риска или неопределенный                           | Потеря плотности костей Рак молочной железы Рак шейки матки Рак яичников Рак матки                           |

Абсолютными противопоказаниями к маскулинизирующей гормональной терапии являются беременность и нестабильная ишемическая болезнь сердца.